# 恋と病熱 (磯谷友紀の漫画)
『恋と病熱』（こいとびょうねつ）は、磯谷友紀による日本の漫画。秋田書店が発行する日本の季刊漫画雑誌『もっと!』にて連載された。

## 物語の内容
兄妹や姉弟という存在が忌み嫌われる世界が舞台であり、1人目の子供の弟妹を産んだ家庭は冷たい目で見られる。劇中世界においてかつては兄弟姉妹というものが受け入れられていたことが示唆されている。劇中世界は現代日本に近い服飾・機械文明であるが、セム的一神教を思わせる教会や街並みが見られ、登場人物の名前も日本外的であり、コミューンという名を冠した共同体が存在する。連作短編集であり、兄妹や姉弟を持った人々の数奇な運命を描く。

## 登場人物
コラン
黒いローブを纏った眼鏡の青年。クロエの兄。クロエが出生した際に兄として忌み嫌われるため、1人目に産まれた子供であるが教会に養子に出された。
クロエ
コランの妹。2人目に産まれた子供であるが兄の方が養子に行ったため母親のもとで暮らしている。学校に入学した際、初めて自分に兄がいることを知らされ、自分が兄弟のいる忌み嫌われる存在であることを知り動揺する。
アリーズ
シックの姉。兄弟姉妹を忌み嫌われるものとする社会に反対する活動を行っているコミューンの中心メンバーの両親から産まれた。弟と共にコミューンの中に身を置いているがその活動には参加していない。
シック
アリーズの弟。姉と過ごす時間を貴重なものと思っており、やや姉に執着している。
アン
エミリとシャルの父親違いの妹。兄弟姉妹を忌み嫌う世界でありながら積極的に子供を産もうとした母親のもとで産まれた。セックスに対して嫌悪感を持っている。姉妹と共に再会した母親に好物の魚肉ソーセージを食べさせてもらったことがきっかけで、兄弟姉妹が忌み嫌われる世界でありながら3人姉妹を産んだ母親と同じように双子の兄妹を産む。
エミリ
父親違いの姉妹にアンとシャルがおり、3人姉妹の2番目の姉妹。
シャル
3人姉妹の1番目の姉。母親と再会した際、妹が既にいること、今も弟か妹を妊娠していることを告げられ、ショックを受けるが、姉妹とは仲良くしている。
オスカー
ジレの弟。女装する。ジレに対して何らかの思いがありそうなマルセルに自分を愛するよう持ちかける。
マルセル
ジレの研究室の後輩。ジレのことを調べるため、オスカーと接触する。
ジレ
オスカーの兄。劇中の時点で故人。

## 書誌情報
- 磯谷友紀 『恋と病熱』 秋田書店〈Akita Lady's Comics DX もっと！〉、全1巻
  1. 2014年7月16日発売、ISBN 978-4-253-15949-4